# کلایو بارکر
کلایو بارکر(به انگلیسی: Clive Barker) (متولد ۵ اکتبر ۱۹۵۲) یک نویسنده، کارگردان و هنرمند هنرهای تجسمی در ژانرهای خیال‌پردازی و وحشت اهل انگلستان است. از داستان‌های وی اقتباس‌هایی صورت گرفته است که معروفترینش هل‌رایزر و کندی‌من هستند.